# Deverahosur, Nagamangala
Deverahosur là một làng thuộc tehsil Nagamangala, huyện Mandya, bang Karnataka, Ấn Độ.